# Wenaklabs
WenakLabs est un Hub technologique situé au cœur de N’Djamena, qui conseille, accompagne, forme et incube les acteurs de l’écosystème numérique et technologique au Tchad.

## Historique

### Origine du nom
De l’arabe local, Wenak signifie «Où es-tu?» et Labs, le diminutif du mot Laboratoires, est un centre à vocation technologique situé à N'Djamena, au Tchad. Fondée en avril 2014, par un collectif des geeks tchadiens dont Abdelsalam Safi, Salim Azim Assani ayant pour valeurs comme le travail collaboratif, l’innovation, l’engagement citoyen à travers les TIC et l’entreprenariat. Ce centre offre un espace où des personnes passionnées par la technologie se rencontrent pour partager des idées et résoudre les problèmes sociaux (la surfacturation numérique, la fracture numérique, orientation ) du Tchad.

## Mission et Organisation
Wenaklabs est un accompagnateur clé dans l'entrepreneuriat innovant au Tchad, ses missions peuvent être multiples et variées comme : accompagner les porteurs de projets de la conception au lancement, éduquer les jeunes à une culture numérique de qualité, former des entrepreneurs et des innovateurs pour créer des entreprises pérennes et génératrices d’emploi, sensibiliser les jeunes à la culture entrepreneuriale en utilisant des méthodes innovantes, éduquer sur les usages appropriés des technologies de l'information et de la communication, conseiller et accompagner les acteurs du développement socio-économique et numérique, et créer un réseau national solide pour promouvoir le genre, l'engagement citoyen, l'économie circulaire et l'adaptation au changement climatique, contribuant ainsi à l'essor économique du Tchad.

### Ressources de WenakLabs
MédiaLab: C'est une structure technologique, pédagogique et de recherche indispensable dans le cadre des formations aux médias, au journalisme, à la communication, à l’apprentissage des langues et la sensibilisation. Le MédiaLab est aujourd’hui le support pour tous les projets radio et vidéo du Tchad.

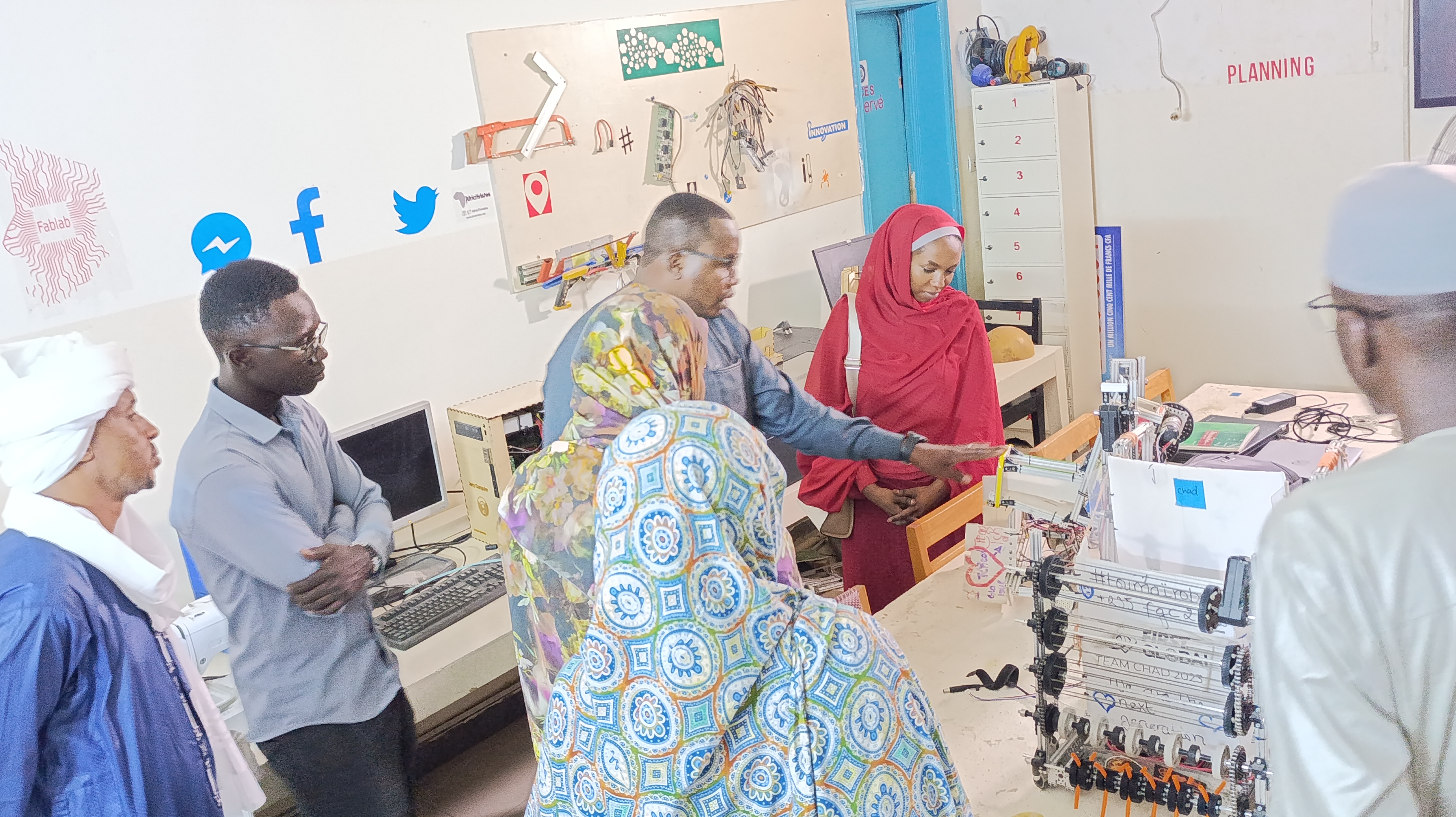
La Ministre Fatimé Goukouni Weddeye en visite à Wenaklabs, précisément au Fablab Ndjamena

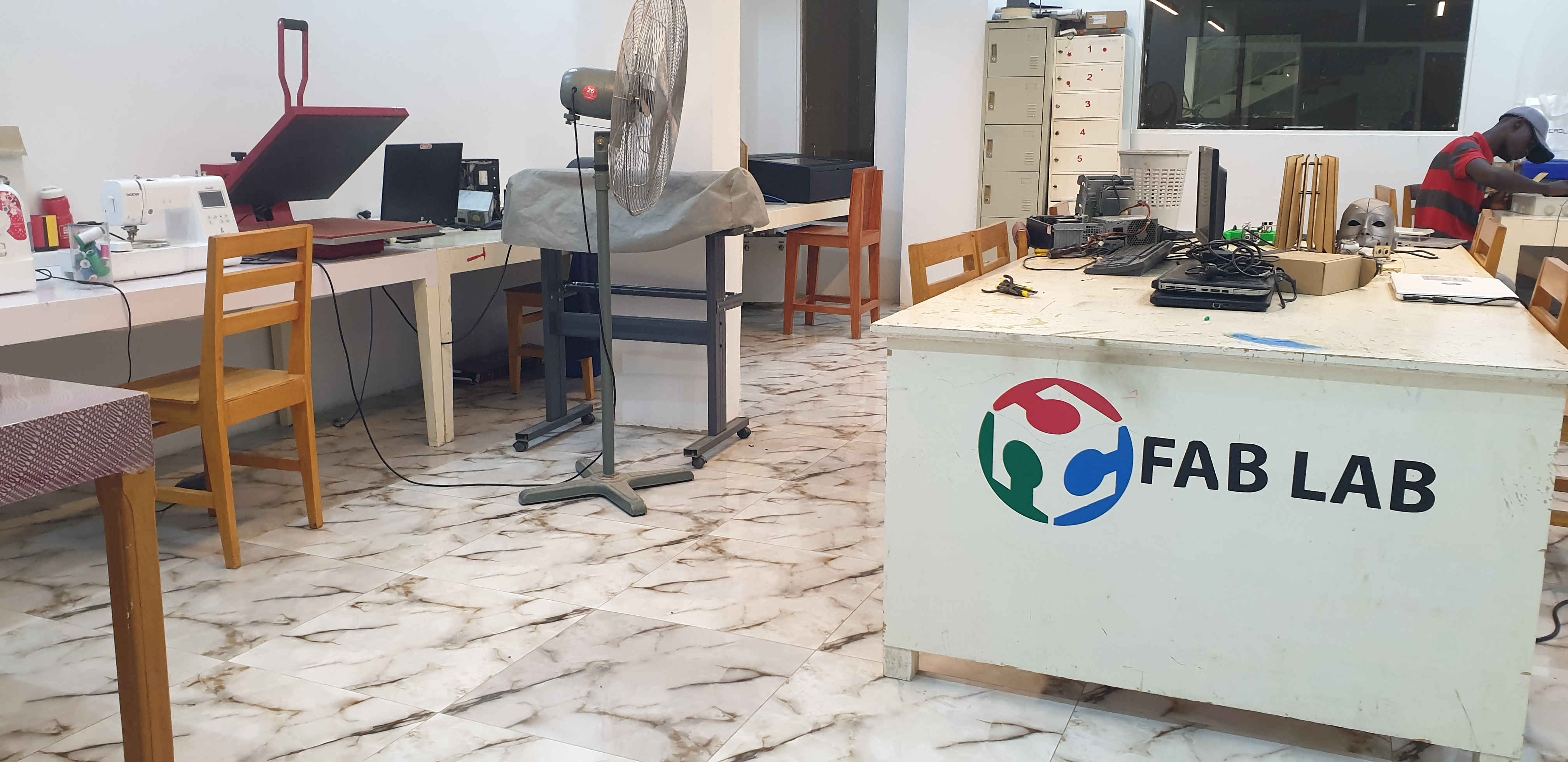
Le Fablab de Wenaklabs

FabLab Ndjamena : C'est un laboratoire qui fonctionne sur le modèle Open-space, il met à la disposition du grand public des technologies de fabrication numérique telles que les imprimantes 3D, les découpeuses laser, les fraiseuses CNC, etc. Il est ouvert surtout aux jeunes qui, avec ces équipements permettent de transformer leurs idées en prototypes fonctionnels, souvent à moindre coût et avec une relative facilité d'accès.

### Activités
- Incubation[6];
- Accompagnement[7] ;
- Pédagogie;
- Coworking;
- Formation.